# Parafia Miłosierdzia Bożego w Kęszycy Leśnej
Parafia Miłosierdzia Bożego w Kęszycy Leśnej – parafia rzymskokatolicka, terytorialnie i administracyjnie należąca do diecezji zielonogórsko-gorzowskiej, do dekanatu Pszczew. W parafii posługują księża diecezjalni.